# Ptilinopus magnificus
Ptilinopus magnificus là một loài chim trong họ Columbidae.